# Tractor pulling

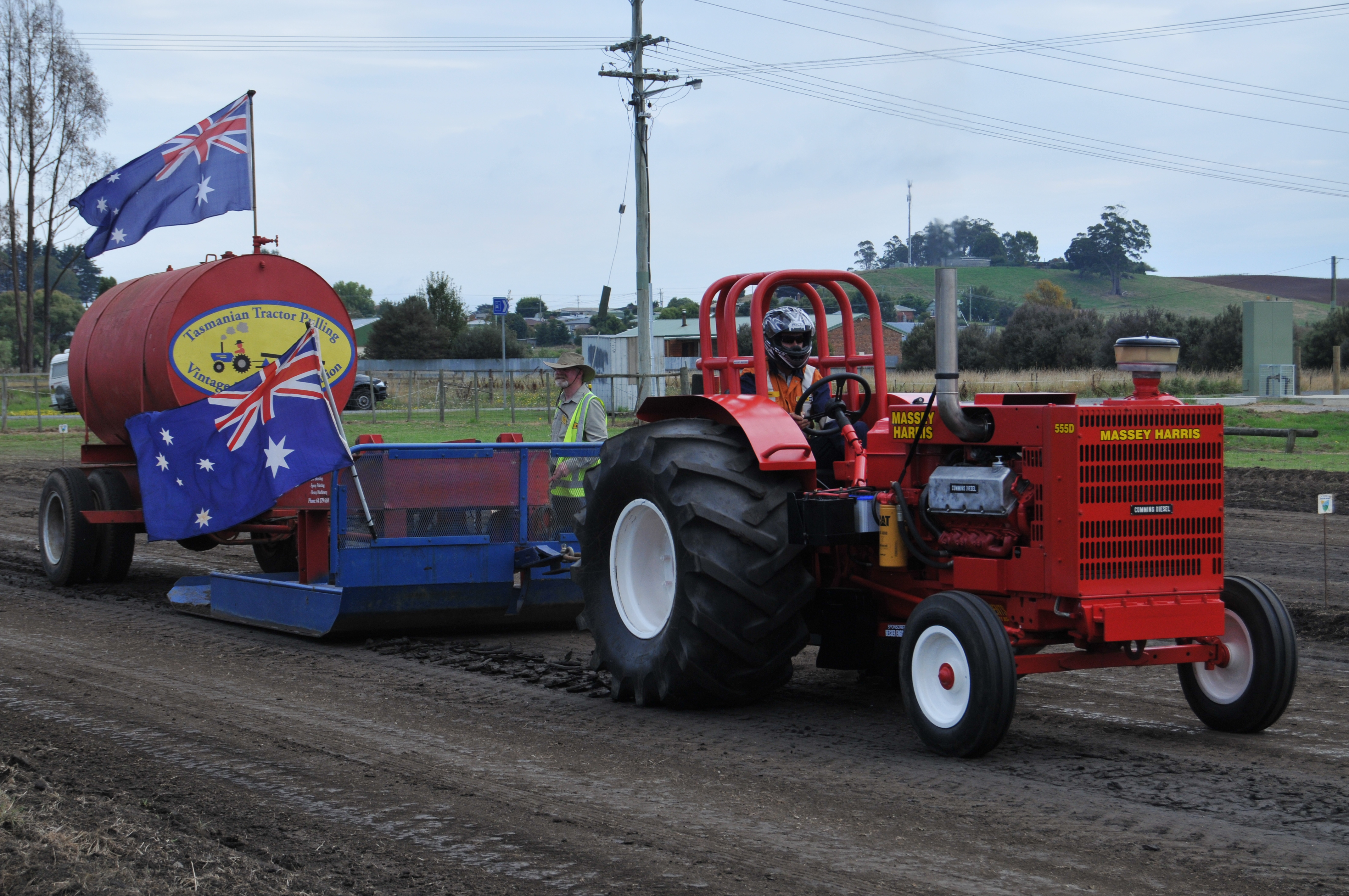

Trekker Trek (como é conhecido na Holanda e no Brasil) ou Tractor Pulling (conhecido em países Europeus e nos EUA) é um tipo de esporte em que são utilizados tratores altamente modificados, nestes tratores são acoplados mais de 1 motor alguns tendo até 6 motores movido a metanol. Eles competem entre si para ver qual puxa mais peso numa pista de 100 metros. O campeão é aquele que consegue percorrer a maior distância com a maior quantia de peso.
O Trekker Trek foi inventado em 1929 pelos Norte-Americanos de Ohio. No período da Ante-Safra, quando muitos fazendeiros não tinham o que fazer e,  começaram a puxar pedras. A "brincadeira" foi se tornando séria, com isso em 1968 inventaram uma carreta específica para a competição, foi ai que começou a aparecer tratores modificados. Na década de 70 o Esporte Radical chegou à Europa mais especificamente à Holanda em 1977,e depois se espalhou por diversos países do velho continente. Até hoje é realizado por diversas cidades e países tendo inclusive uma competição européia, o Eurocup, onde participam os melhores tratores do continente. Em 1992 o esporte chegou ao Brasil, a cidade anfitriã do 1° Trekker Trek Brasileiro foi Holambra-SP(localizada a 140 km da capital), começou com a "Prohatra" que significa PROva de HAbilidades com TRAtores. No ano seguinte, em 1993, fizeram um trator modificado para demonstração, e no ano seguinte foi realizada a primeira competição oficial do Trekker Trek no Brasil com a participação de Tratores de Holambra-SP, Aguai-SP e Rio Verde-Go. O Trekker Trek já foi realizado por várias cidades e estados, mas nos dias atuais é comum ser realizado em Holambra-SP(Junho, Julho ou Agosto) e na cidade paranaense de Castro-Castrolanda(Agosto).
No Brasil existem tratores de até 2500cv, e são divididos em duas categorias: Agrícola (tratores originais) sem modificações extremas; e a categoria livre (tratores altamente potentes) na qual são feitas diversas modificações tentando tirar o máximo do trator. Na categoria livre os tratores chegam a arrastar 100t.
Na Europa e nos Estados Unidos os tratores chegam a mais de 10.000 hp, alguns chegam aos 12.000 hp (caso do trator de Gardner Stone, o The General (EUA)), por lá os tratores modificados chegam a arrastar mais de 200t com seus motores V8 equipados com blower, V12, V6 com 3 holset turbos e, outros chegam a utilizar até mesmo turbinas de avião.